# Geiermühle (Floß)
Geiermühle ist Ortsteil des Marktes Floß im Bezirk Oberpfalz im Landkreis Neustadt an der Waldnaab.

## Geographische Lage
Die Einöde Geiermühle liegt ungefähr drei Kilometer nördlich von Floß am Schwarzenbach, am Nordwesthang des Geierholzes und an der Staatsstraße 2181. Östlich von Geiermühle befindet sich ein ausgedehntes Waldgebiet, der Wildenauer Wald und der Steinbruck. An dessen Westrand befindet sich eine Bergkette, die Geiermühle von Osten her umgibt. Von Nord nach Süd: Kohlbühl (568 m), Tannenbühl (605 m), Haustein (617 m), Greil (593 m) und Geierholz (554 m).

## Geschichte
In der Vogelschen Karte von 1600 ist die Geiermühle mit zwei Gebäuden eingezeichnet.
In Gutsbeschreibungen von 1799 und 1800 wurde die Mühle Geiermühle als Teil von Kalmreuth aufgeführt.
Um 1800 hatte die Geiermühle 1 Häuser und 5 Einwohner. Sie war eine Mühle mit einem Mahlgang.
Ihr Inhaber war das Landsassengut Kalmreuth, Christian von Podewils.
Geiermühle gehörte zum Anfang des 19. Jahrhunderts gebildeten Steuerdistrikt Kalmreuth.
Der Steuerdistrikt Kalmreuth hatte insgesamt 108 Einwohner und 18 Wohngebäude.
Geiermühle gehörte zur Ruralgemeinde Schlattein, die Anfang des 19. Jahrhunderts gebildet worden war.
Die unmittelbare Landgemeinde Schlattein bestand aus den Dörfern Kalmreuth und Schlattein, den Weilern Auerberg und Ellenbach und der Einöde Geiermühle.
Die Ortschaft Geiermühle hatte 1817 5 Einwohner und 1 Wohngebäude, 1861 6 Einwohner und 1961 4 Einwohner und 1 Wohngebäude.
Am 1. Januar 1972 wurde die Gemeinde Schlattein und damit auch Geiermühle in den Markt Floß eingegliedert.